# Evelyn Sofía Domínguez
Evelyn Sofía Domínguez Acuña (Buenos Aires, Argentina; 16 de diciembre de 2005) es una futbolista argentina. Juega de mediocampista en el FC Basel de la Superliga de Suiza y la selección femenina de fútbol de Argentina.

## Trayectoria

### Inicios
Comenzó jugando al fútbol desde los 7 años en diferentes equipos de su ciudad natal, merlo, con varones en el club "El Ceibo" y "Los Verdes de Rivadavia", y en clubes femeninos de "1 de mayo" y "Santa Teresita". A los 11 años llega a River Plate y juega futsal. Su primera experiencia en fútbol 11 fue en Platense, donde tuvo paso por el combinado Sub-14 del Calamar en el año 2017. En ese mismo año se consagra campeona de la Liga de Desarrollo Conmebol.

### River Plate
En 2018 se integra a River Plate, en ese mismo año se consagró campeona de la Liga de Desarrollo Sub-14, ganando la final ante la Liga del Valle de Chubut. En 2019 se repite el título y se consagra bicampeona del mismo torneo en la edición de susodicho año.
Forma parte del primer equipo de "la banda" desde la temporada 2019/2020. El 27 de marzo de 2021 hizo su debut con el "millonario" en la victoria 12 a 0 sobre Excursionistas, donde anotó un gol. En el año 2022 se consagra campeona de la Liga de Desarrollo CONMEBOL Sub-16, siendo este su cuarto título de esta liga (los 3 primeros fueron en la categoría Sub-14).

### Newell's
Para la temporada 2025 se une a la Lepra.

## Selección nacional
Fue convocada a la Selección Sub-17 el 21 de febrero de 2022 para disputar el Sudamericano Femenino de Uruguay 2022. En septiembre de 2022 fue citada a la Selección Sub-20.
Domínguez hizo su debut con la  selección mayor el 31 de mayo de 2024 en la victoria 2-0 contra la selección de Costa Rica.

### Estadísticas
Datos actualizados al último partido jugado el 1 de agosto de 2025.
| Selección | Año   | Amistoso | Amistoso | Copa América | Copa América | Total | Total |
| Selección | Año   | PJ       | G        | PJ           | G            | PJ    | G     |
| --------- | ----- | -------- | -------- | ------------ | ------------ | ----- | ----- |
| Argentina |       |          |          |              |              |       |       |
| 2024      | 6     | 0        | 0        | 0            | 6            | 0     |       |
| 2025      | 6     | 0        | 6        | 0            | 12           | 0     |       |
| Total     | Total | 12       | 0        | 6            | 0            | 18    | 0     |

## Clubes
| Club              | País      | Año           |
| ----------------- | --------- | ------------- |
| River Plate       | Argentina | 2018-2025     |
| Newell's Old Boys | Argentina | 2025          |
| FC Basel          | Suiza     | 2025-presente |

## Palmarés

### Títulos nacionales
| Título             | Club              | País      | Año      |
| ------------------ | ----------------- | --------- | -------- |
| Copa Federal       | River Plate       | Argentina | 2022     |
| Copa Federal       | Newell's Old Boys | Argentina | 2024     |
| Primera División A | Newell's Old Boys | Argentina | Ap. 2025 |

### Títulos nacionales divisiones inferiores
| Título                             | Club        | País      | Año  |
| ---------------------------------- | ----------- | --------- | ---- |
| Liga Desarrollo de Conmebol Sub-14 | Platense    | Argentina | 2017 |
| Liga Desarrollo de Conmebol Sub-14 | River Plate | Argentina | 2018 |
| Liga Desarrollo de Conmebol Sub-14 | River Plate | Argentina | 2019 |
| Liga Desarrollo de Conmebol Sub-16 | River Plate | Argentina | 2022 |

## Vida personal
Es hincha de Boca Juniors. Confiesa que sus sueños son jugar en el exterior y poder ayudar económicamente a su familia.